# Trier-Irsch

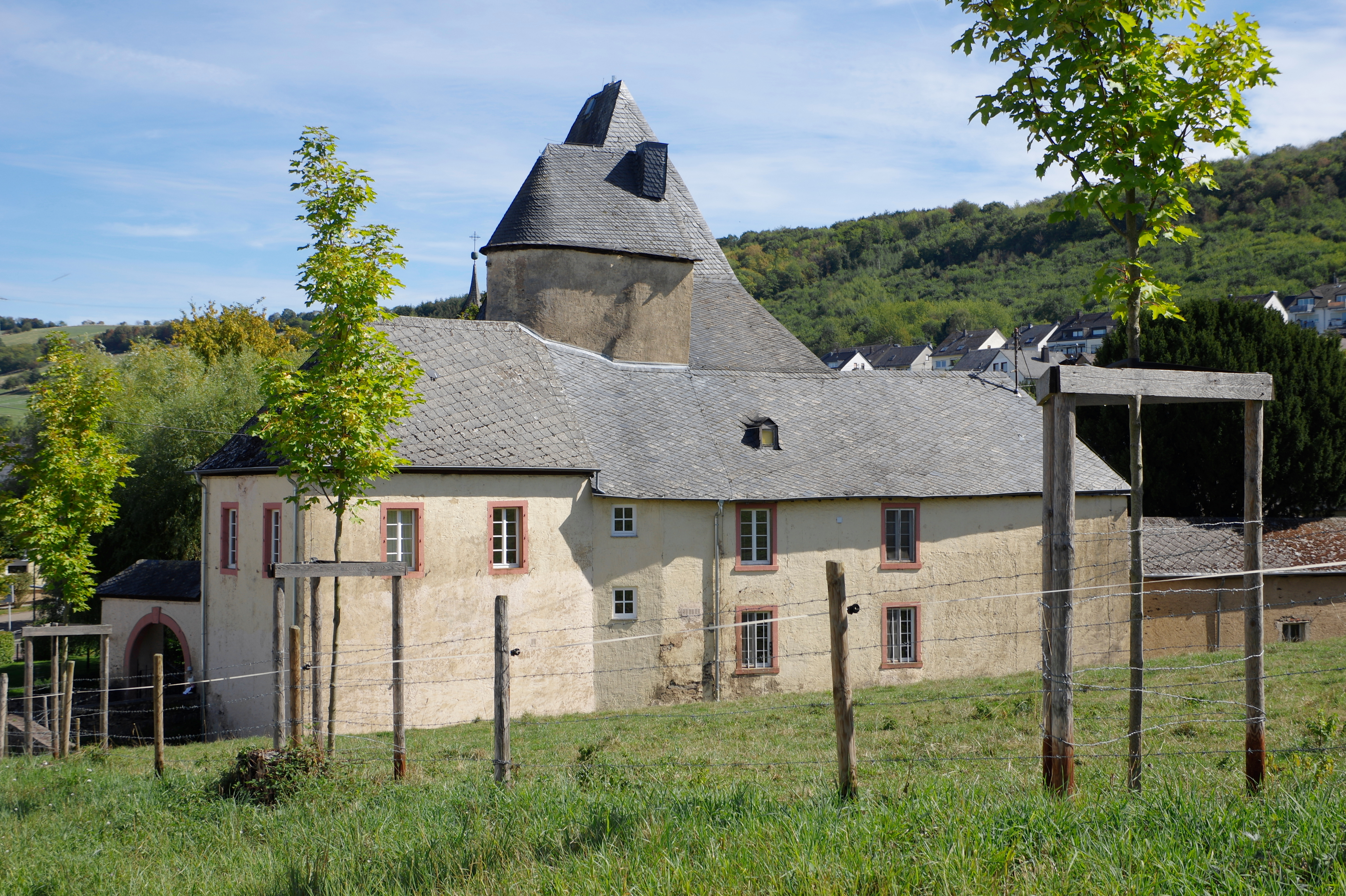
Die Irscher Burg

Irsch ist einer der 19 Ortsbezirke der Stadt Trier in Rheinland-Pfalz.

## Geographie
Irsch ist einer der Trierer Höhenbezirke. Es liegt zwischen Kernscheid und Filsch am südöstlichen Rand der Stadt. Das Ortsgebiet umfasst den alten Ortskern Irsch mit Irscher Burg, Irscher Pfarrkirche, Kindergarten St. Georg und der Grundschule Trier-Irsch, Irscher Mühle, Irscher Berg, das Gewerbegebiet Trier-Irsch und den Trierer Höhenfriedhof. Irsch befindet sich in einer hügeligen Landschaft und ist umgeben von Wiesen und Wäldern sowie landwirtschaftlich genutzter Flächen. Mehrere Bäche durchziehen das Ortsgebiet. An der Irscher Mühle vereinigen sich die letzten Ausläufer zum Olewiger Bach.

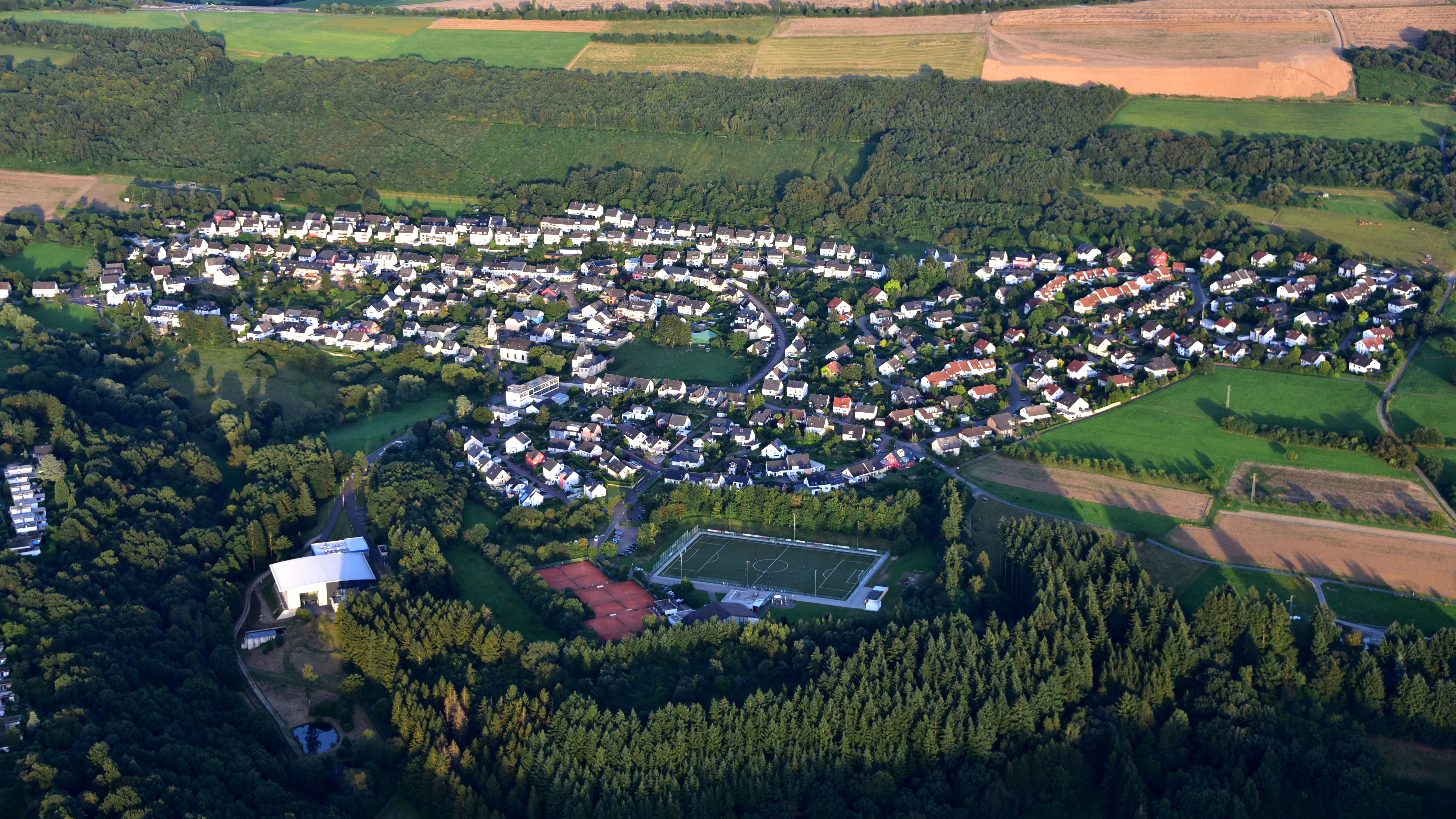
Irsch (Trier), Luftaufnahme (2016)

## Geschichte
Irsch wurde in einer Urkunde Kaiser Ottos II. 975 erstmals urkundlich erwähnt, als der Abtei St. Martin in Trier die Gutsbezirke Irsch, Hockweiler und Korlingen übertragen wurden. Obwohl die Urkunde in der historischen Forschung als unecht angesehen wird, besteht kein Zweifel an der frühen Zugehörigkeit zum Trierer Benediktinerkloster St. Martin. Am 7. Juni 1969 wurde die bis zu diesem Zeitpunkt selbstständige Gemeinde Irsch in die Stadt Trier eingemeindet; sie hatte zu diesem Zeitpunkt 991 Einwohner.

## Einwohnerstatistik
| Jahr | Einwohner | FS/HH |
| ---- | --------- | ----- |
| 1556 |           | 9     |
| 1702 |           | 14    |
| 1721 |           | 14    |
| 1777 | 96        | 16    |
| 1818 | 129       | 24    |
| 1833 | 179       | 27    |

| Jahr | Einwohner |
| ---- | --------- |
| 1871 | 238       |
| 1905 | 290       |
| 1950 | 427       |
| 1961 | 607       |
| 1967 | 862       |
| 1970 | 1.192     |

| Jahr | Einwohner |
| ---- | --------- |
| 1975 | 1.627     |
| 1980 | 1.695     |
| 1995 | 2.111     |
| 1998 | 2.229     |
| 1999 | 2.291     |
| 2004 | 2.482     |

| Jahr | Einwohner |
| ---- | --------- |
| 2009 | 2.351     |
| 2014 | 2.272     |
| 2019 | 2.211     |

Quelle: 

## Politik
- SPD: 5
- CDU: 6

### Ortsbeirat
Für den Ortsteil Irsch wurde ein Ortsbezirk gebildet. Der Ortsbeirat hat 11 Mitglieder, davon gehören sechs der CDU an und fünf der SPD.
Für weitere Informationen und historische Daten siehe die Ergebnisse der Kommunalwahlen in Trier.

### Ortsvorsteher
Bettina Dreher (SPD) wurde am 2. Juli 2024 Ortsvorsteherin von Trier-Irsch. Bei der Direktwahl am 9. Juni 2024 war sie als einzige Bewerberin mit einem Stimmenanteil von 81,0 % gewählt worden.
Drehers Vorgänger Karl-Heinz Klupsch (CDU) hatte das Amt 2004 übernommen und war 2024 nicht erneut angetreten.

## Kultur und Sehenswürdigkeiten

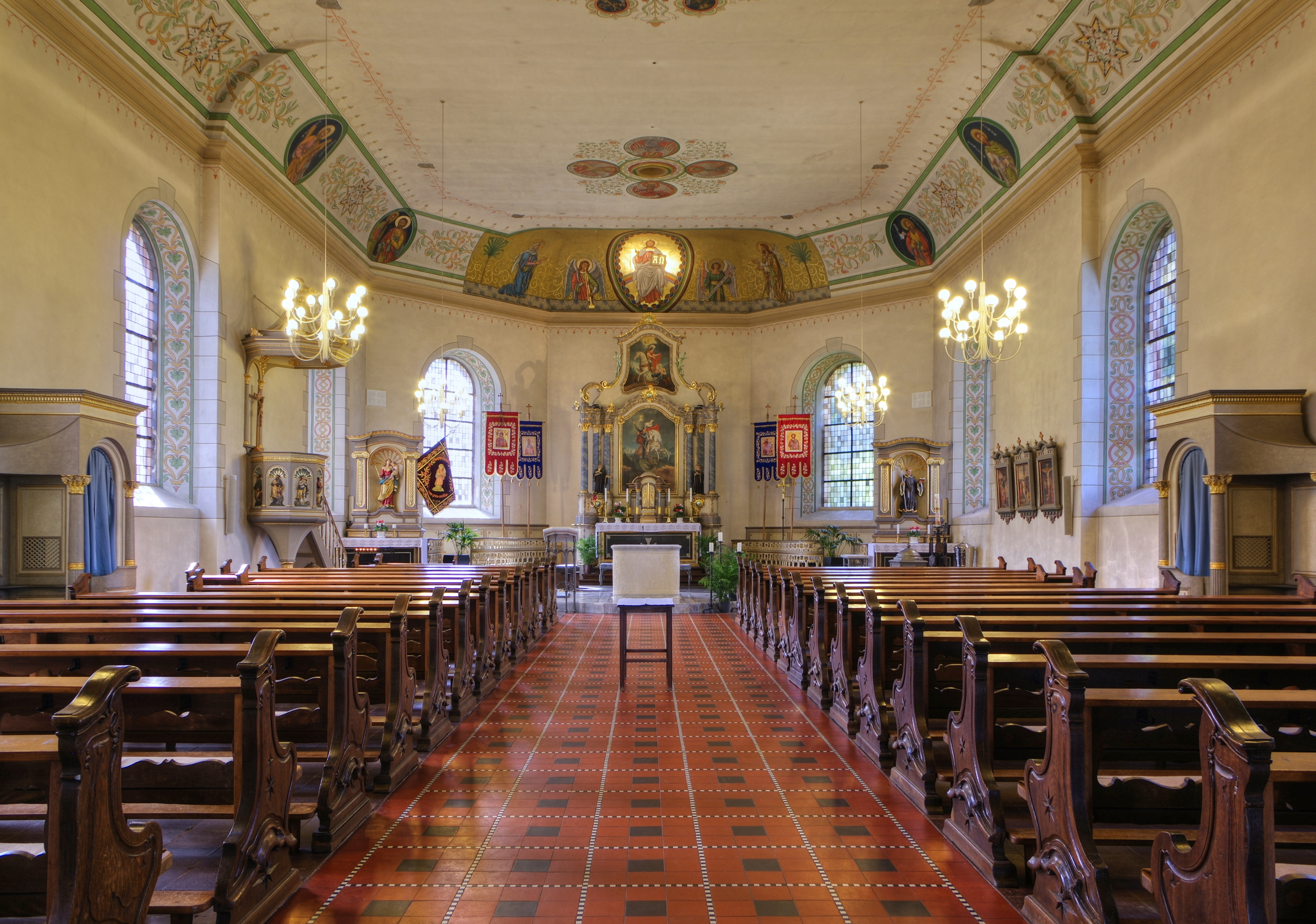
Kirche St. Georg und St. Wendelinus

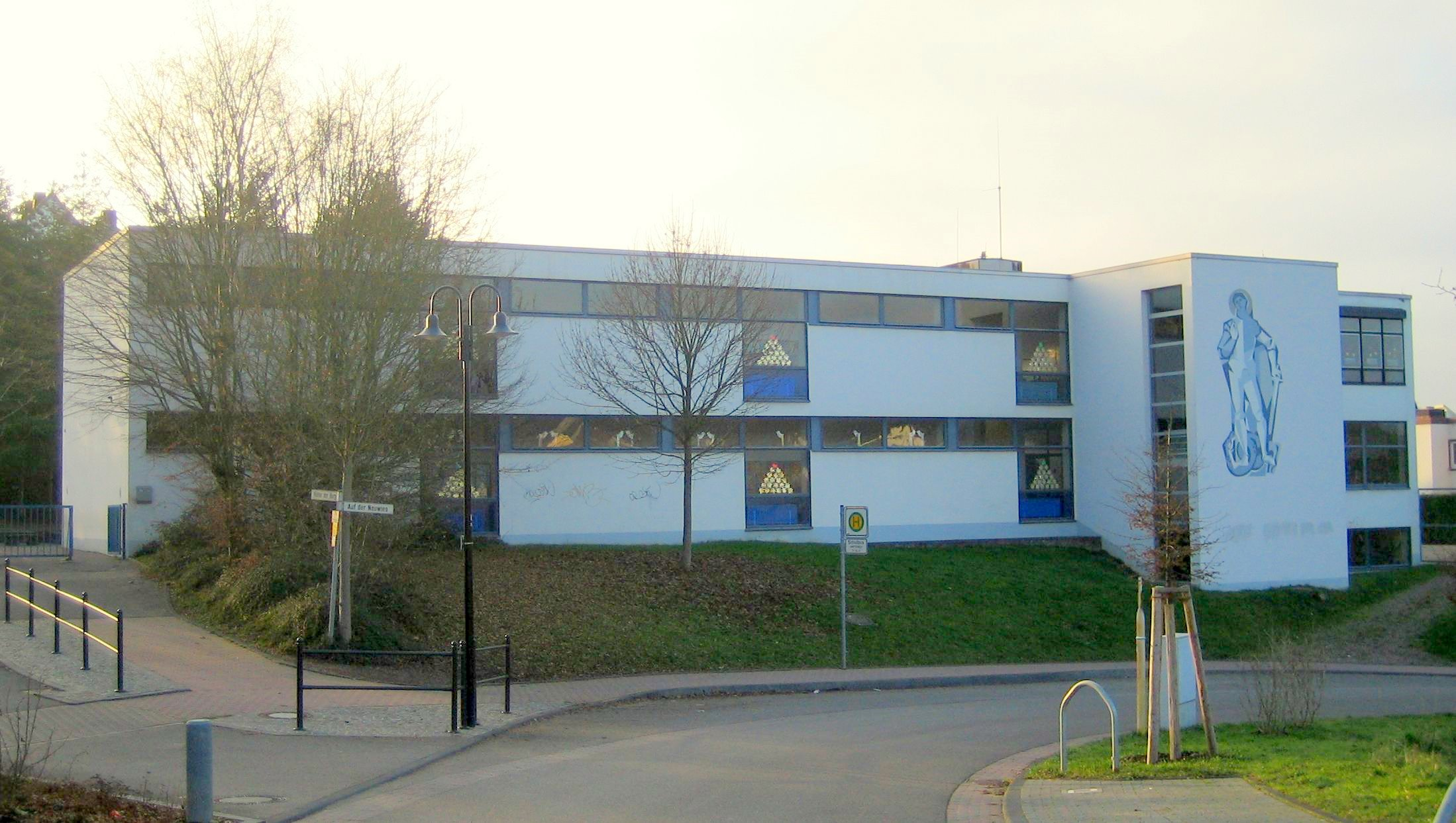
Die Grundschule in Trier-Irsch

### Bauwerke
Ortsbildprägend sind die Kirche St. Georg und St. Wendelinus und die Irscher Burg.

### Vereine

#### Chöre
- Kirchenchor Cäcilia (seit 1865)
- Männergesangverein „Harmonie“ e. V. (seit 1919)

#### Orchester
- Musikverein Trier-Irsch (seit 1974)

#### Tradition
- Kulturverein Trier-Irsch e. V.
- Burgnarren Trier-Irsch e. V. (seit 1978)

#### Sport
- Sportverein Trier-Irsch 1948 e. V.

#### Hilfsdienste
- Freiwillige Feuerwehr Trier-Irsch (seit 1892)
- Malteser Hilfsdienst e. V. Trier-Irsch (seit 1958)

#### Denkmalschutz
- Förderverein Irscher Burg e. V. (seit 2011)

## Wirtschaft und Infrastruktur
Zwei Straßen haben besondere Bedeutung für Irsch.
Die Hunsrückstraße/L 143, die von Westen nach Trier-Olewig führt (und somit zum Zentrum von Trier) und im Nordosten in Trier-Filsch endet, führt nördlich an der Irscher Mühle vorbei und stellt die Anschlussstelle für den Irscher Berg und den alten Ortskern Irsch zur Verfügung.
Die Kohlenstraße/L 144, die östlich an Irsch vorbeiführt, bietet über die Anschlussstelle Trier-Filsch nach Norden hin den Zugang zum nächsten Lebensmittelmarkt im Bezirk Trier-Tarforst, zur Universität Trier, dem Petrisberg sowie zur Autobahn-Anschlussstelle Verteilerkreis der A 602. Nach Süden führt die L 143 vorbei an Korlingen (mit Anschluss über Waldrach zur L 151, Hunsrückhöhenstraße und zur A 1) vorbei an Gutweiler, Gusterath und Hockweiler durch Pluwig in Richtung Kell am See und Hunsrückhöhenstraße.